# Ellerbrockgraben
Der Ellerbrockgraben, alternativ auch als Wennerbach bezeichnet, ist ein orografisch linkes Nebengewässer des Rhedaer Baches in Nordrhein-Westfalen, Deutschland. Er hat eine Länge von 4,2 km.

## Flussverlauf
Der Ellerbrockgraben entsteht zwischen der zu Steinhagen gehörenden Ortschaft Brockhagen und dem Haller Ortsteil Bokel, unweit des Sandforther Sees. Er fließt in südwestliche Richtung ab und entwässert auf seiner ausschließlich durch ländliches Gebiet verlaufenden Strecke die Wiesen der Bauerschaften Sandforth
und Kölkebeck. Dabei bildet der Ellerbrockgraben zeitweise auch die Grenze der Stadt Halle gegen die Gemeinde Steinhagen.
Bei Kölkebeck mündet das Gewässer, dessen Name sich aus dem niederdeutschen Wort für Erlenbruch ableitet, schließlich in den aus Norden zulaufenden und in diesem Bereich in zwei Arme aufgeteilten Rhedaer Bach. Der linksseitige Arm, welchem der Ellerbrockgraben zufließt, wird auch als Mühlenbach bezeichnet. Bei Harsewinkel mündet der Rhedaer Bach schließlich in die Ems.
Der Ellerbrockgraben überwindet während seiner Fließstrecke einen Höhenunterschied von 14 Metern, somit ergibt sich ein mittleres Sohlgefälle von 3,3 ‰.